# Vikram Samvat
Vikram Samvat er en hinduistisk kalender, oprettet af den mytologiske kejser Vikramaditya. Kalenderen er 56,7 år foran den gregorianske kalender med nytår 10.-14. april, og er officiel kalender i Nepal, ligesom den er populær i det vestlige Indien. Det er endda blevet foreslået at gøre den til den officielle indiske kalender, i stedet for den nuværende Shaka Samvat.